# Sascha Schneider
Rudolph Karl Alexander Schneider, más conocido como Sascha Schneider (San Petersburgo, 21 de septiembre de 1870-Swinemünde, 18 de agosto de 1927) fue un pintor y escultor alemán destacado por sus obras sobre desnudo masculino y homoerotismo. 
Aunque nacido en Rusia, pasó su infancia con su familia en Zúrich y, tras la muerte de su padre, en Dresde, donde ingresó como estudiante en 1889 en la Academia de Bellas Artes de Dresde (Kreuzgymnasium). En 1903 conoce al exitoso escritor Karl May, para quien realizará numerosas portadas de sus libros, entre otras las de Winnetou, Old Surehand, Am Rio de la Plata. En 1904 Schneider fue contratado como profesor de la Großherzoglich-Sächsische Kunstschule de Weimar. Fue un colaborador destacado de la revista Der Eigene, fundada por Adolf Brand y dirigida a homosexuales. 
Durante este periodo, Schneider vivía con el pintor Hellmuth Jahn. Jahn chantajeó a Schneider con hacer pública su homosexualidad, algo castigado por el artículo 175 del Código Penal alemán, por lo que Schneider decidió abandonar el país para refugiarse en Italia, donde la homosexualidad no estaba entonces perseguida. Allí conoció al pintor Robert Spies, con quien marchó de viaje por el Cáucaso. Tras regresar a Alemania y vivir allí seis meses en Leipzig, volvió a Italia y se instaló en Florencia. Al estallar la Primera Guerra Mundial decidió marchar a Alemania y fijó su residencia en Hellerau, cerca de Leipzig. Fue uno de los cofundadores del instituto Kraft-Kunst para modelos.
Schneider estaba enfermo de diabetes. Durante un viaje en barco por la costa de Swinemünde, sintió sed y, por error, bebió un líquido quitamanchas. Como consecuencia, sufrió un colapso y murió en Swinemünde en 1927. Su cuerpo yace en el cementerio de Loschwitz, Alemania.

## Publicaciones
- Titelzeichnungen zu den Werken Karl Mays. Friburgo, 1905
- Mein Gestalten und Bilden (1912). Autobiografía.

## Obras

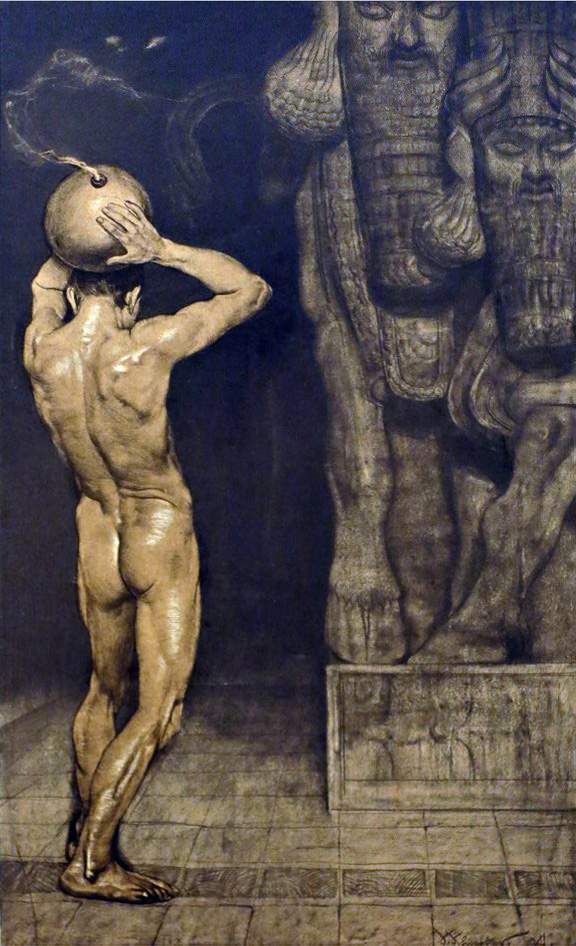
Der Anarchist (1894)
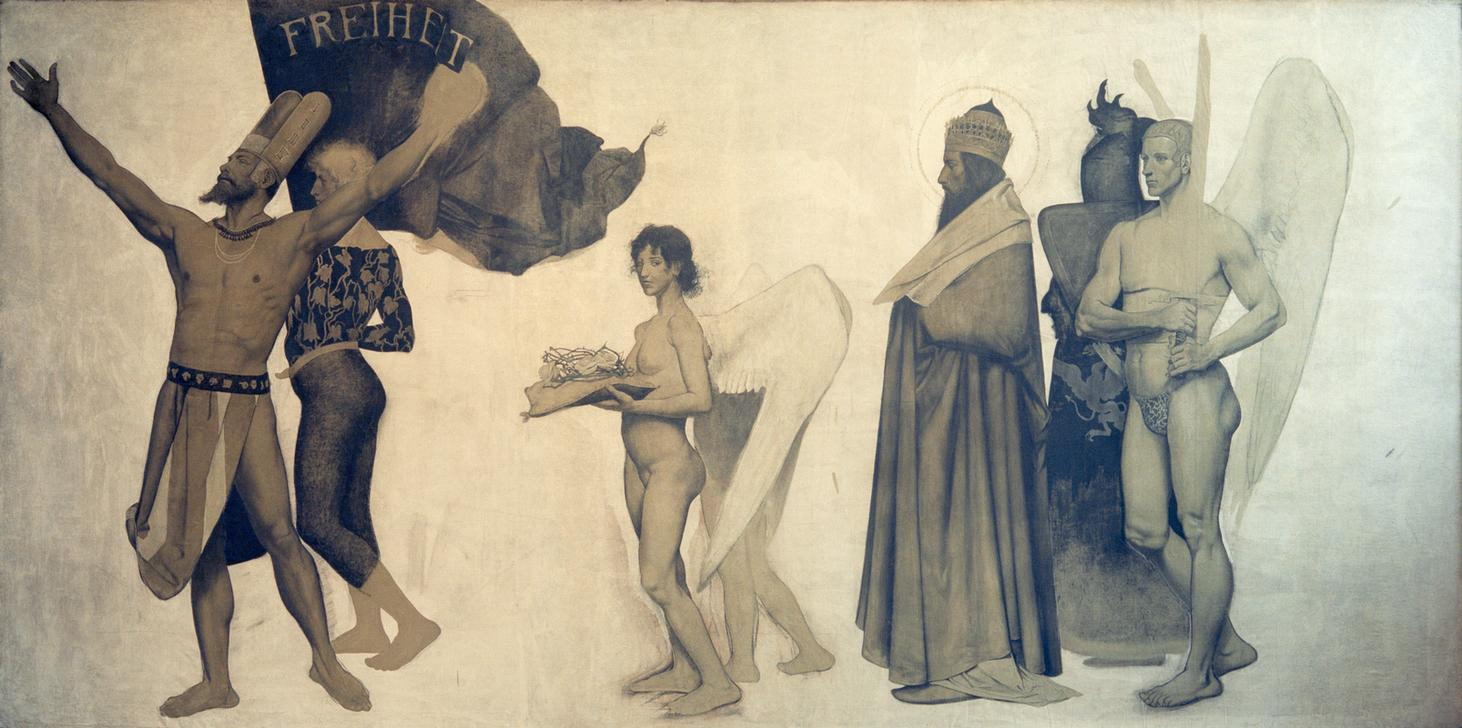
Um die Freiheit (1894)
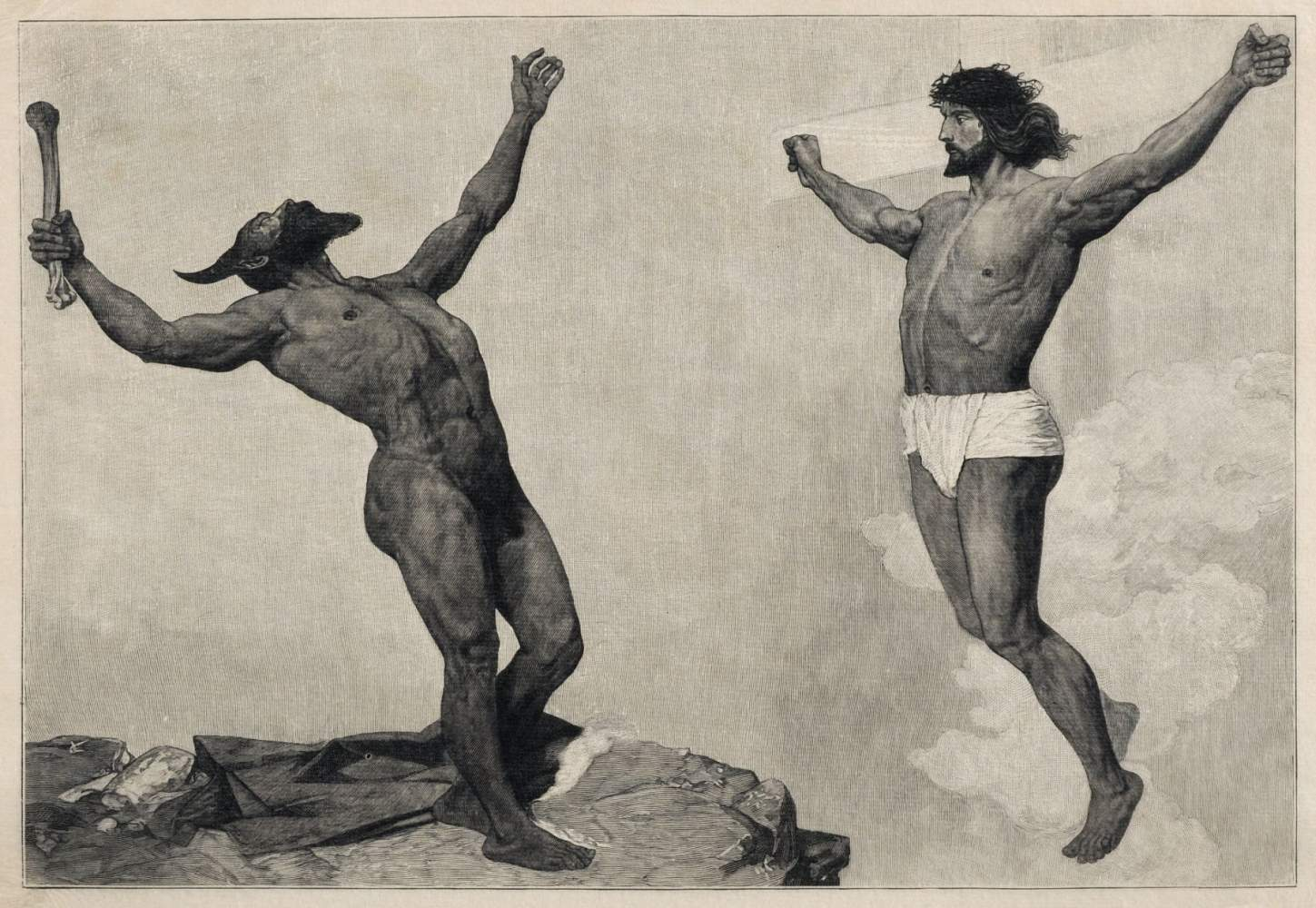
Es ist vollbracht (1895)
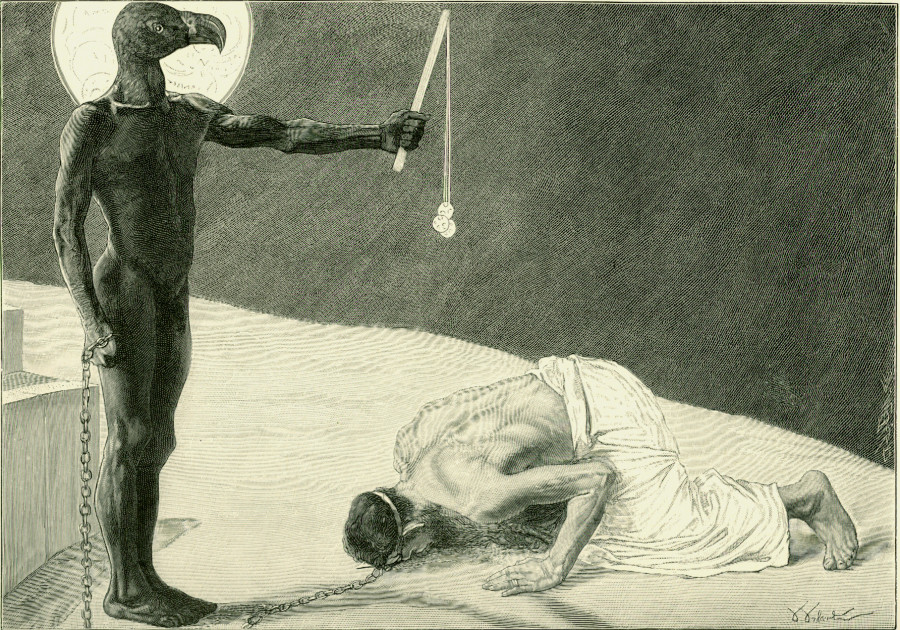
Der Mammon und sein Sklave (1896)
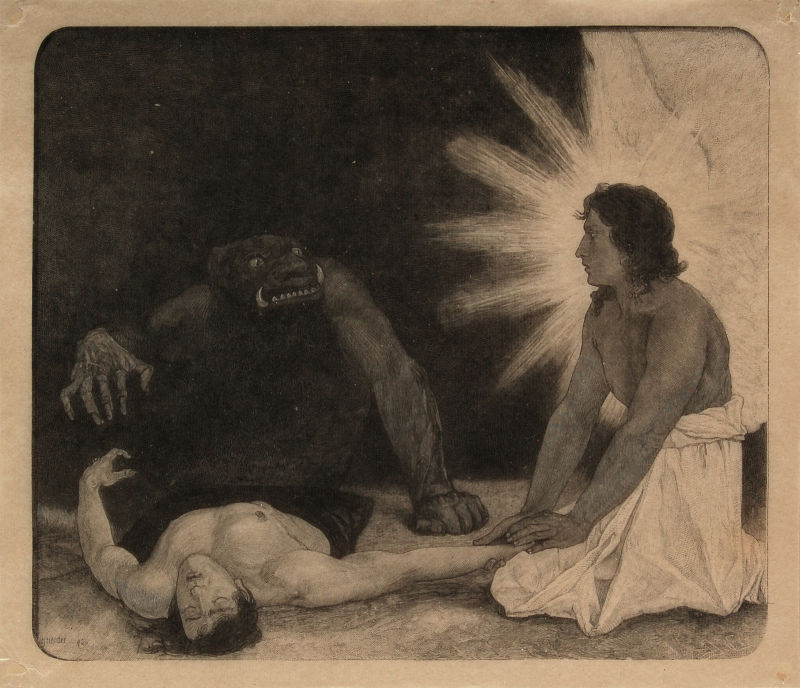
Um eine Seele (ca. 1896)
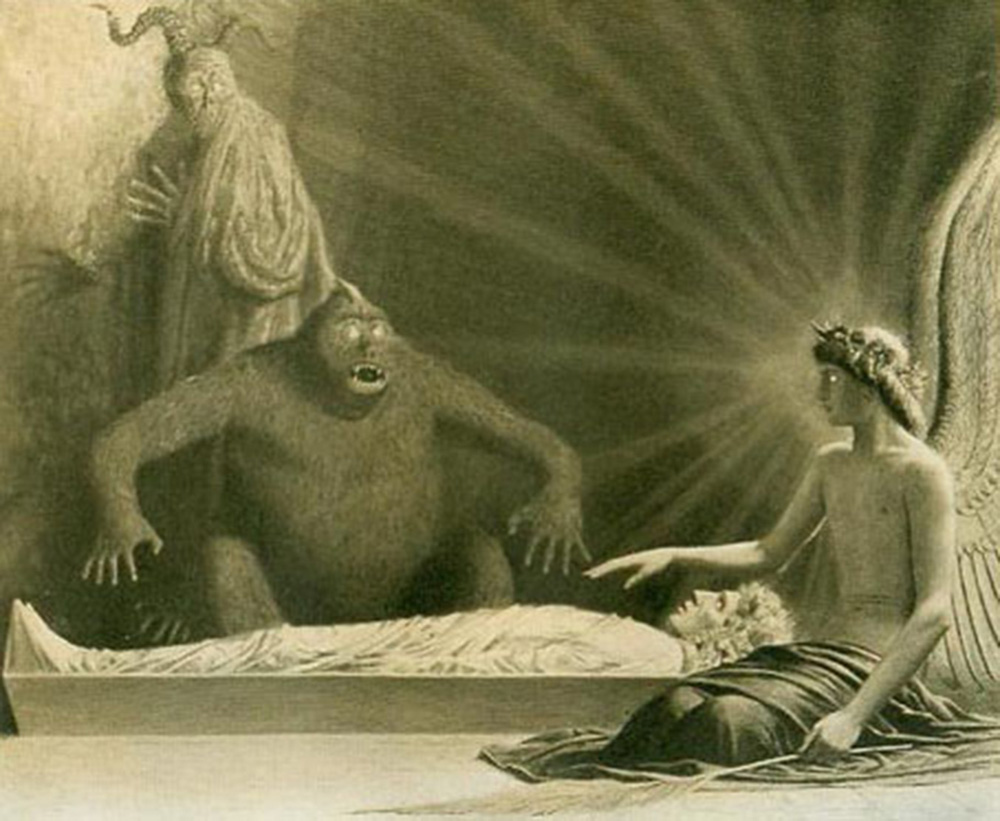
Um eine Seele (?)
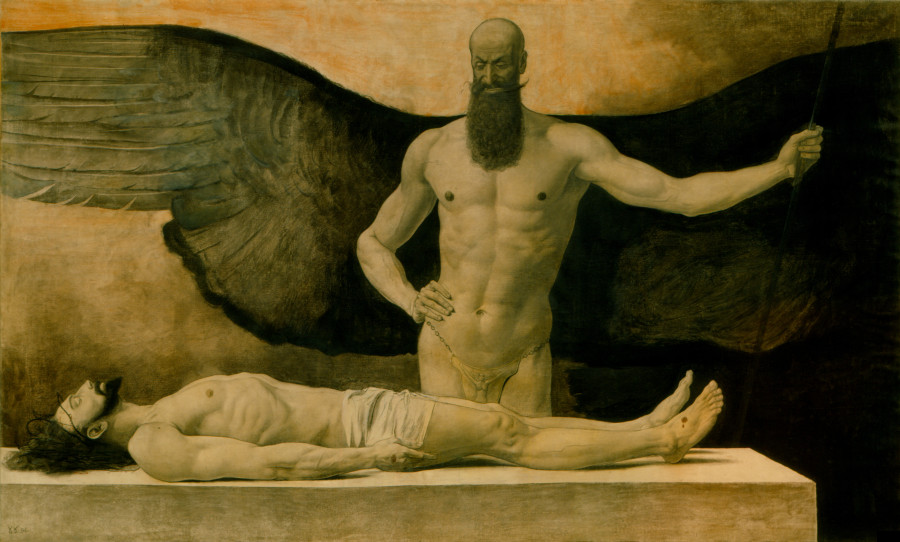
Triumph der Dunkelheit (ca. 1896)
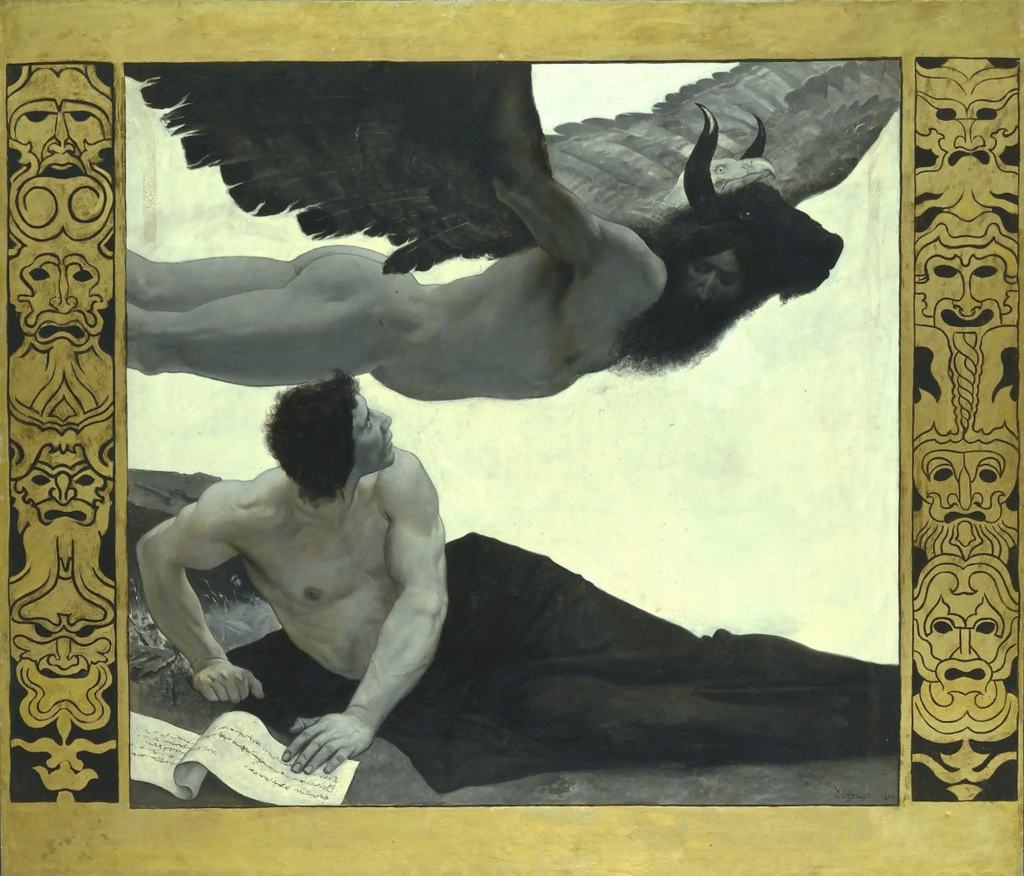
Eine Vision (1897)
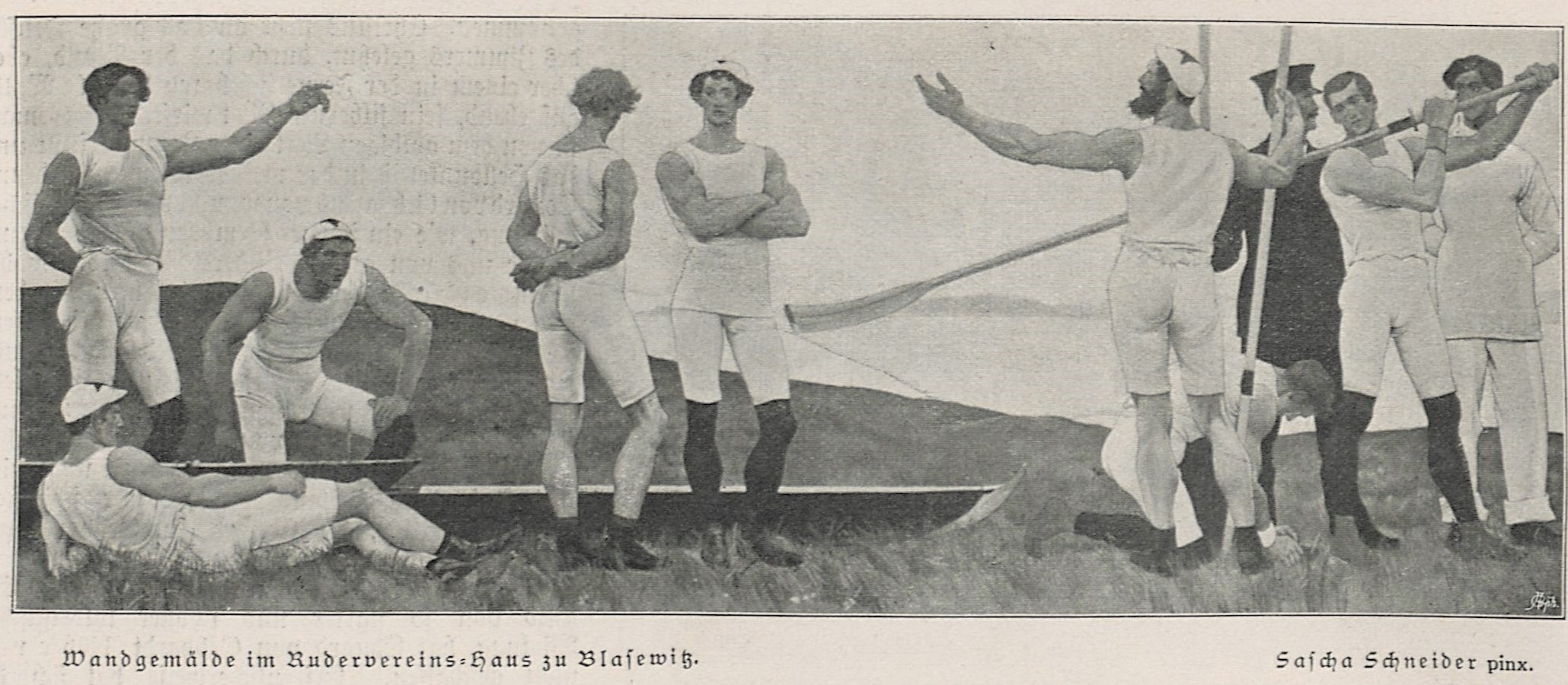
Wandgemälde im Rudervereinshaus zu Blasewitz (1898)
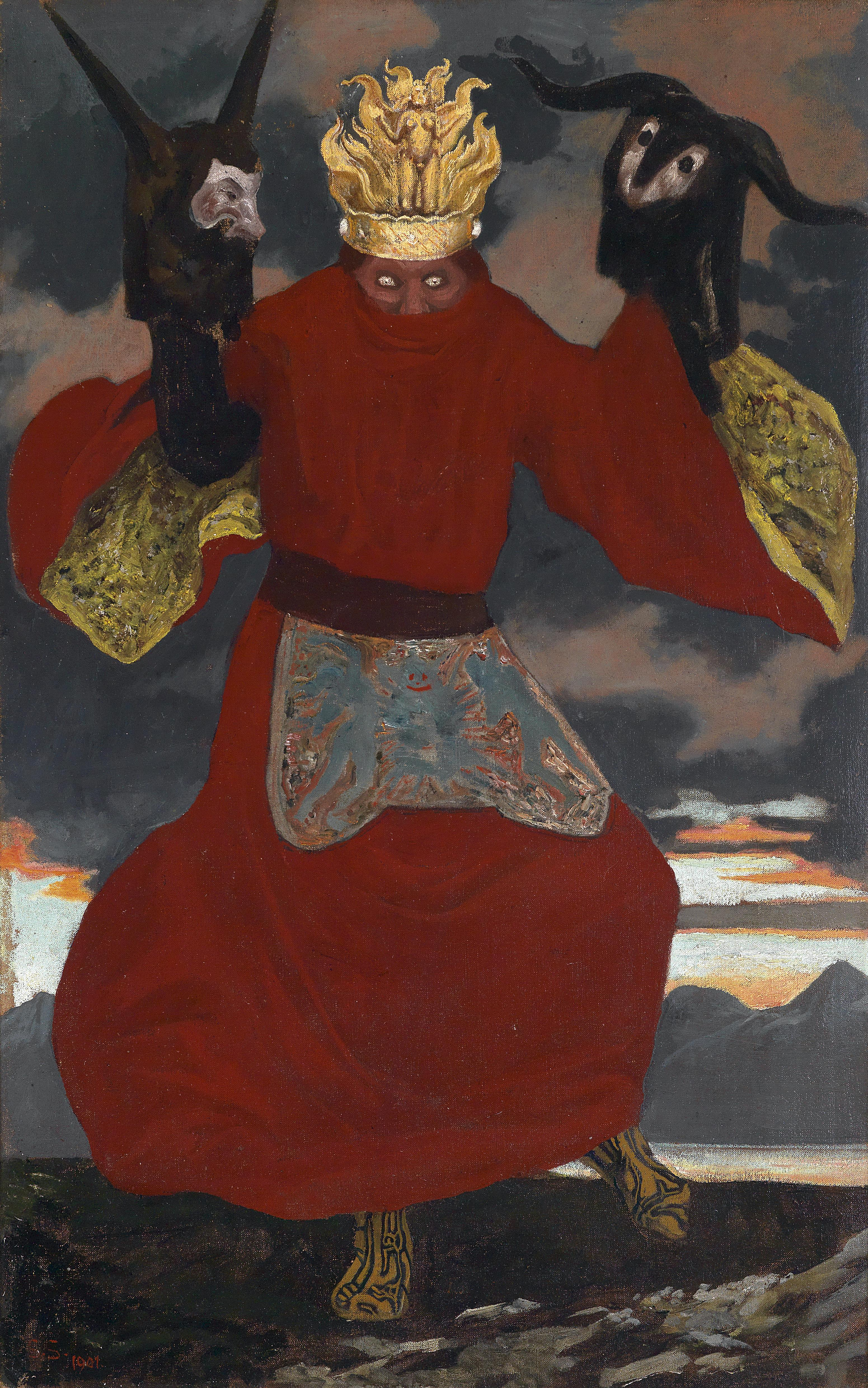
Der Schamane (1901)
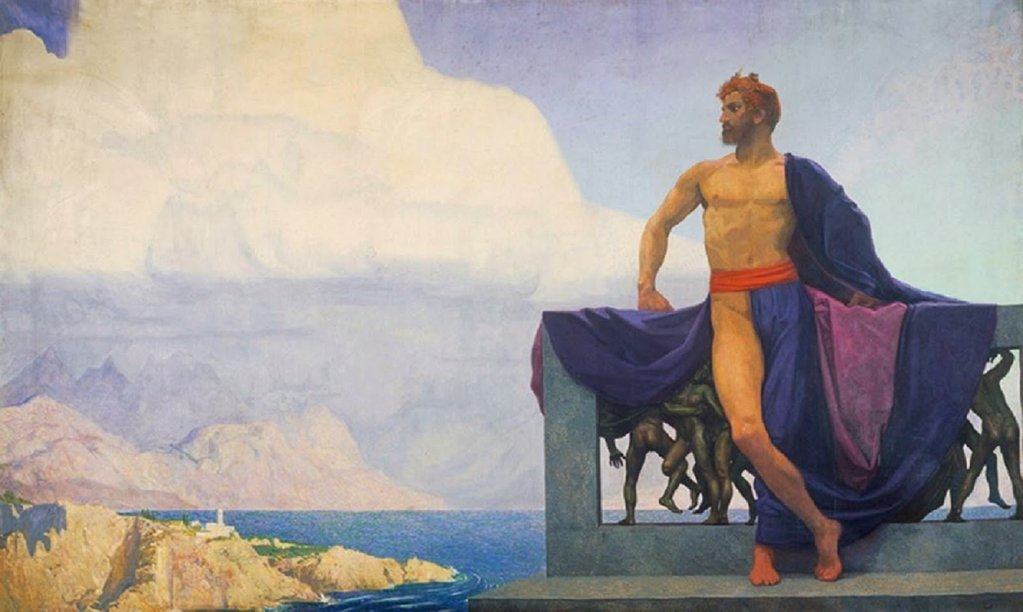
Hohes Sinnen/Fürst auf der Terrasse (1903)
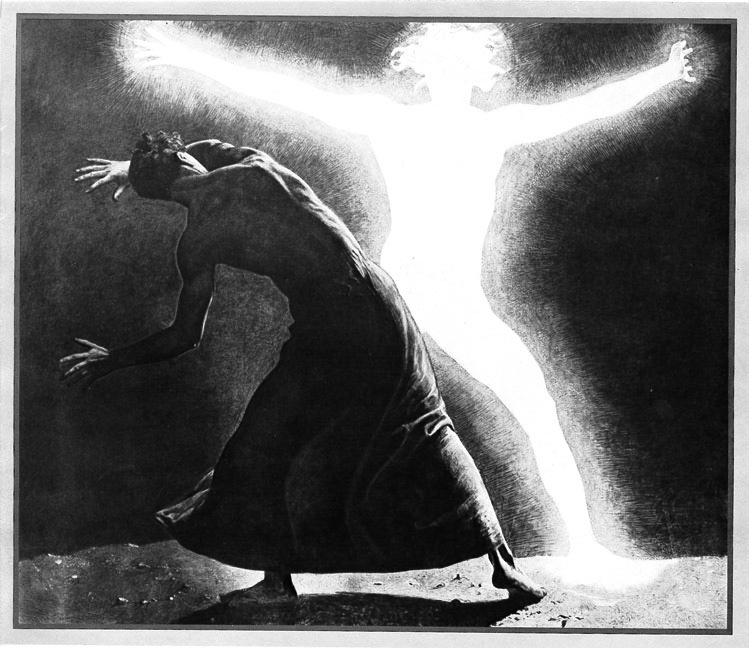
Der Chodem (1904)
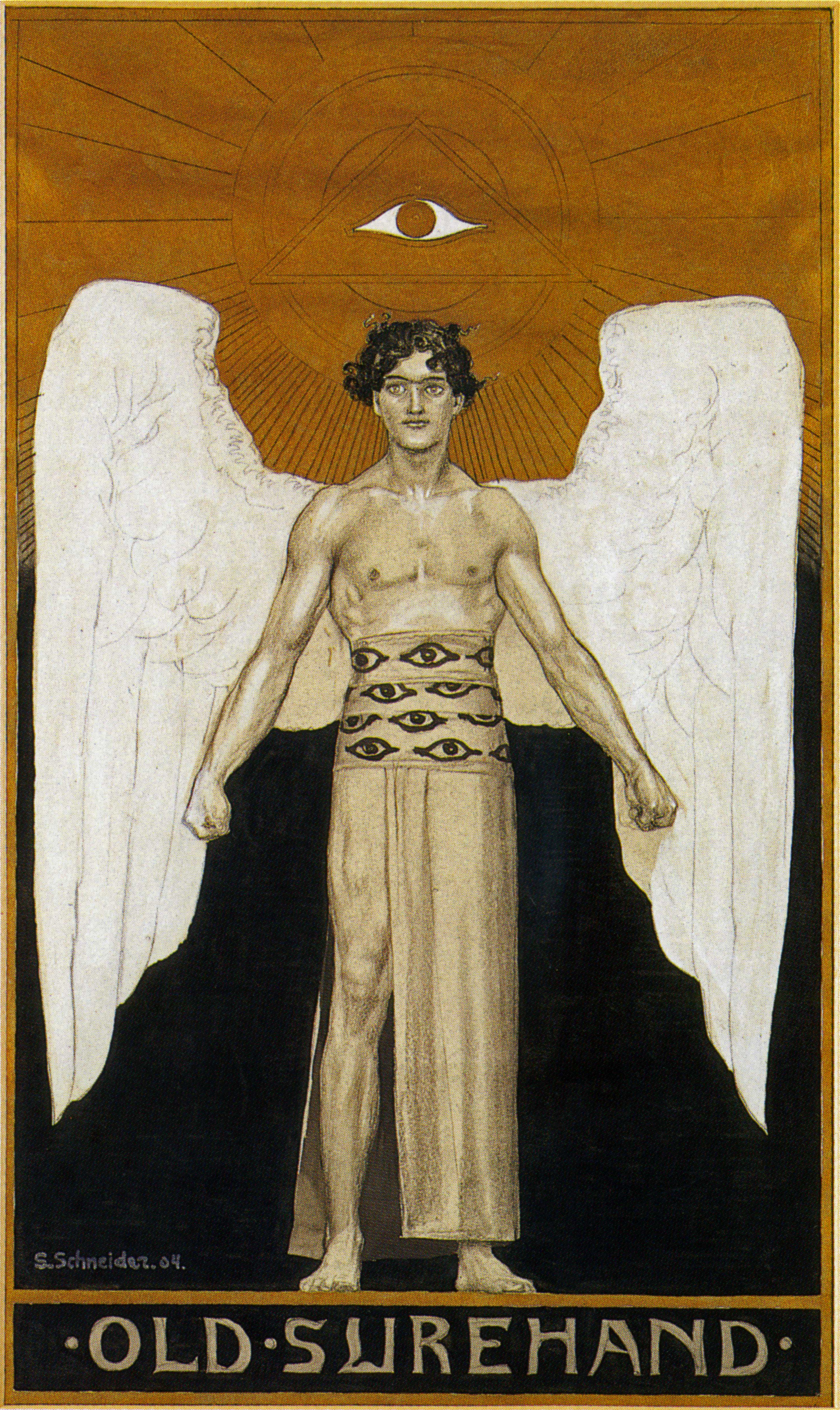
Deckelbild für Old Surehand von Karl May (1904)
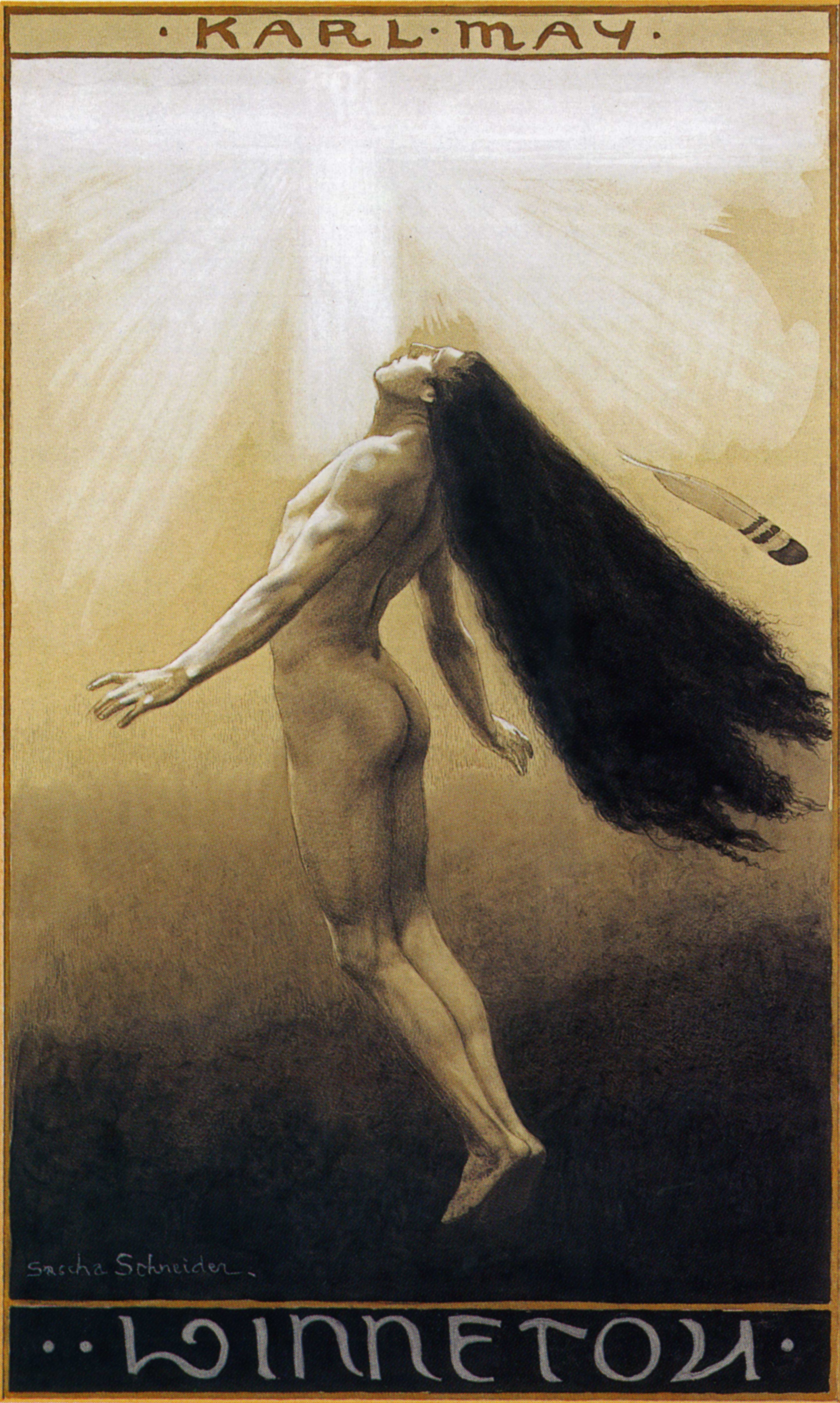
Deckelbild für Winnetou III von Karl May (1904)
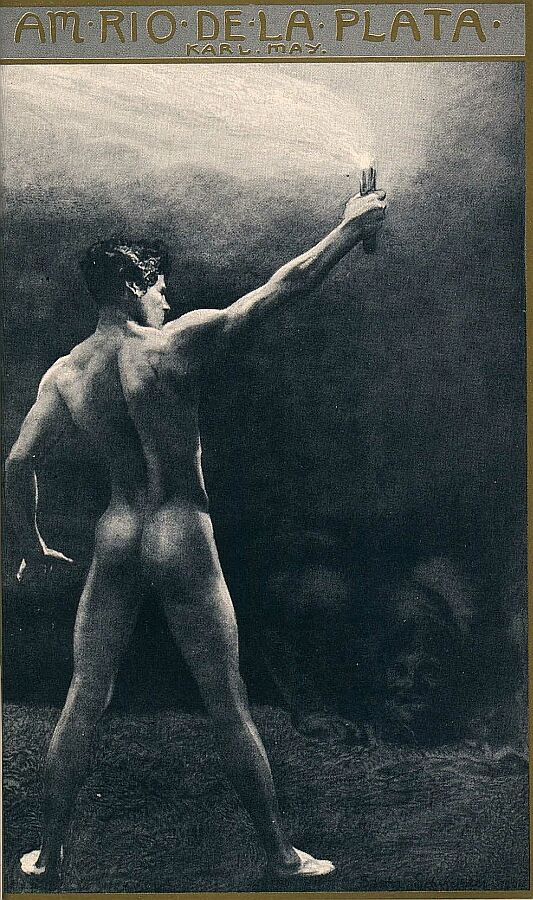
Deckelbild für Am Rio de la Plata von Karl May (1904)
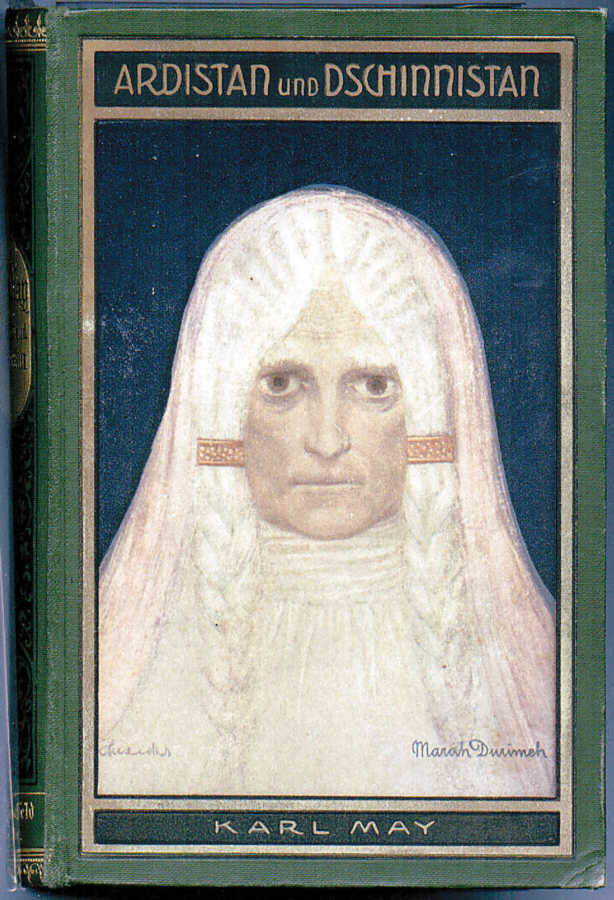
Deckelbild für Ardistan und Dschinnistan von Karl May (1904)
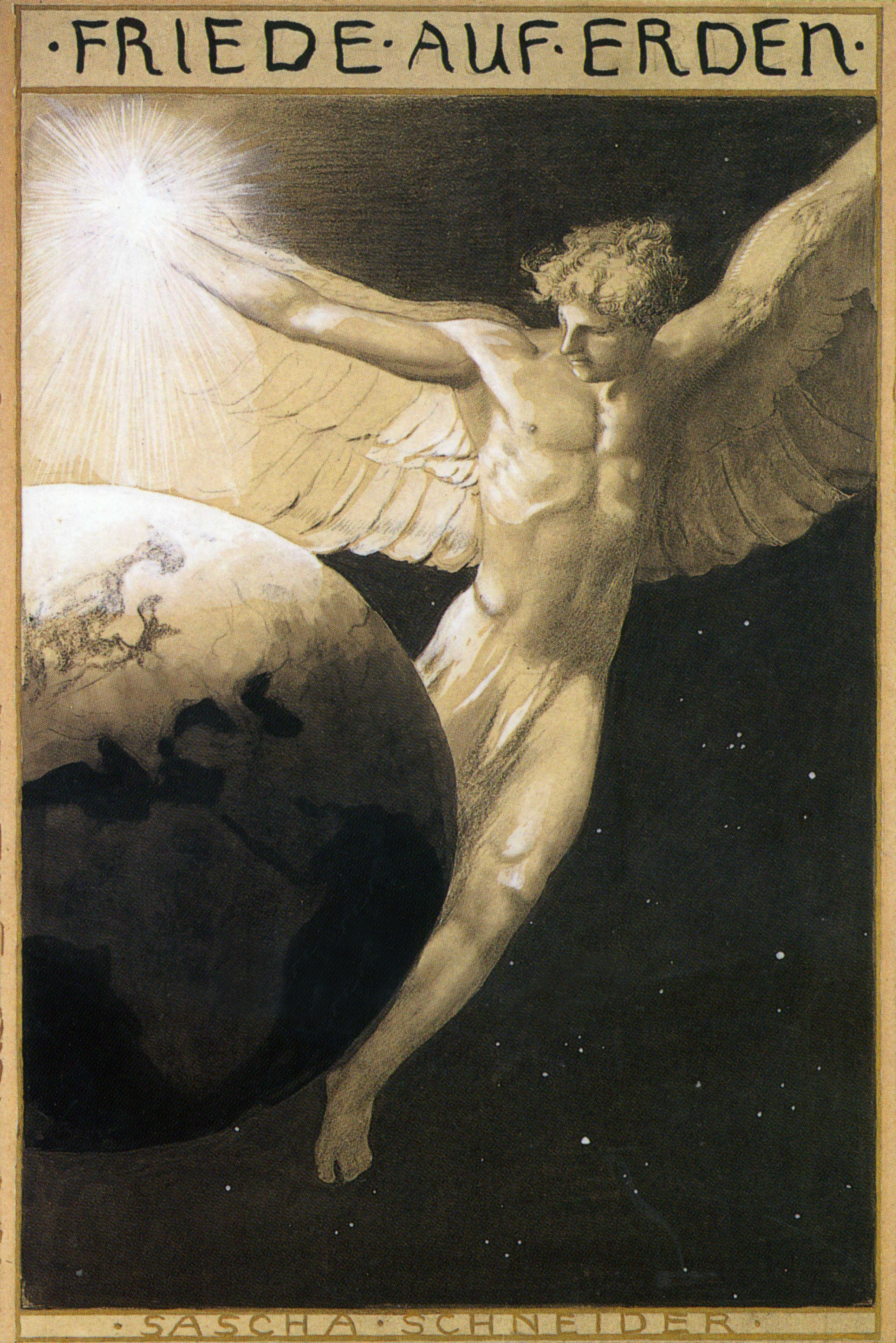
Deckelbild für Friede auf Erden von Karl May (1904)
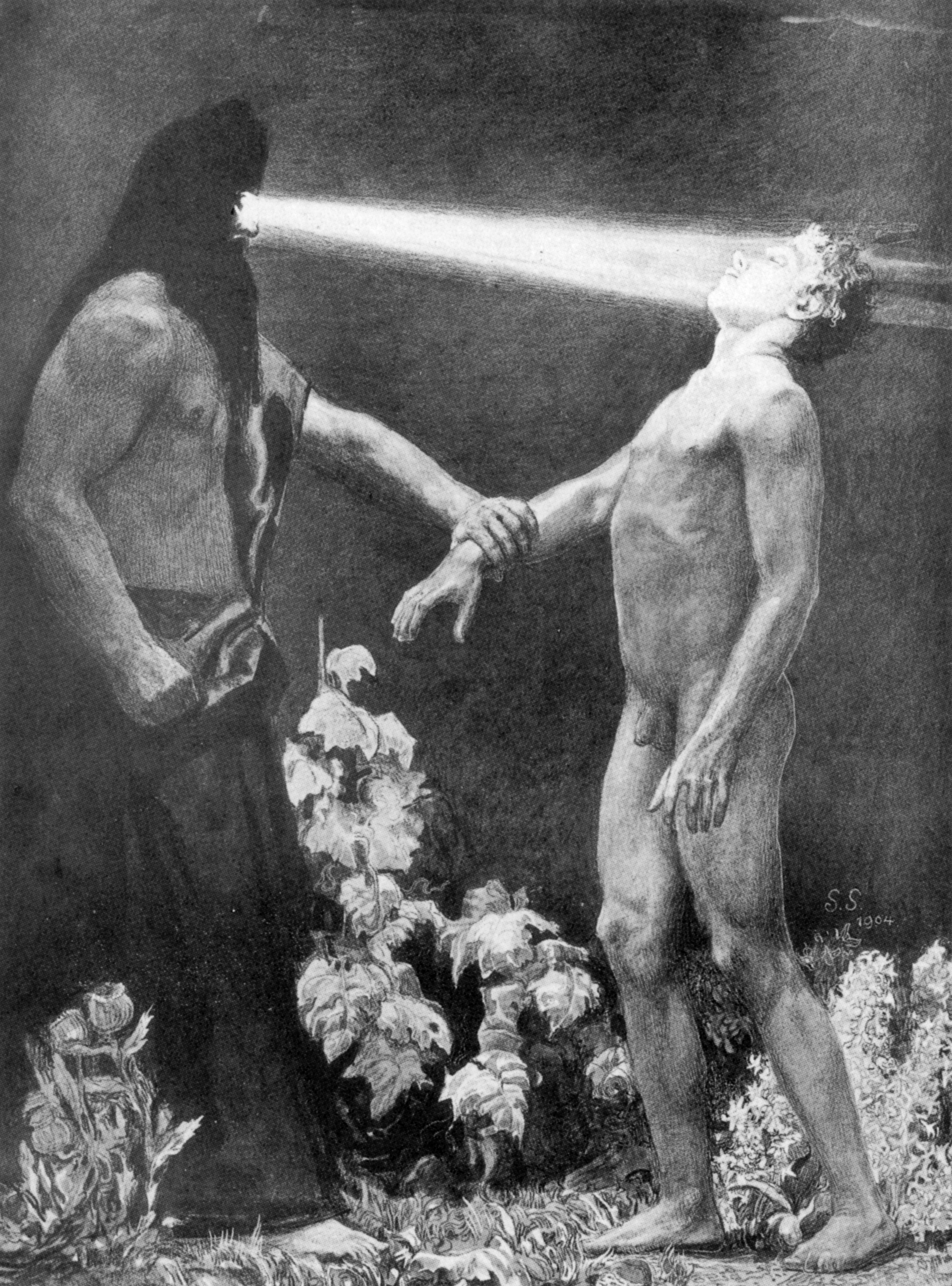
Hypnose (1904)
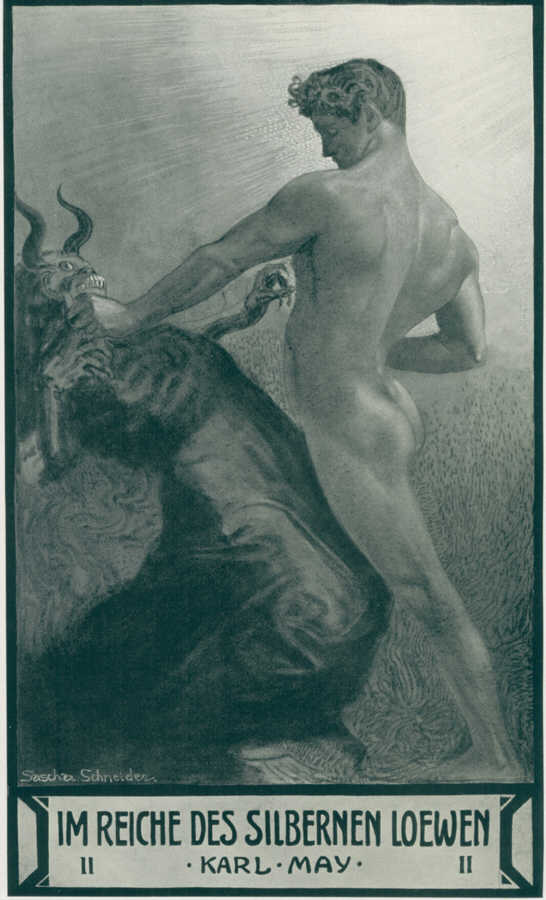
Im Reiche des silbernen Löwen II von Karl May (1904)
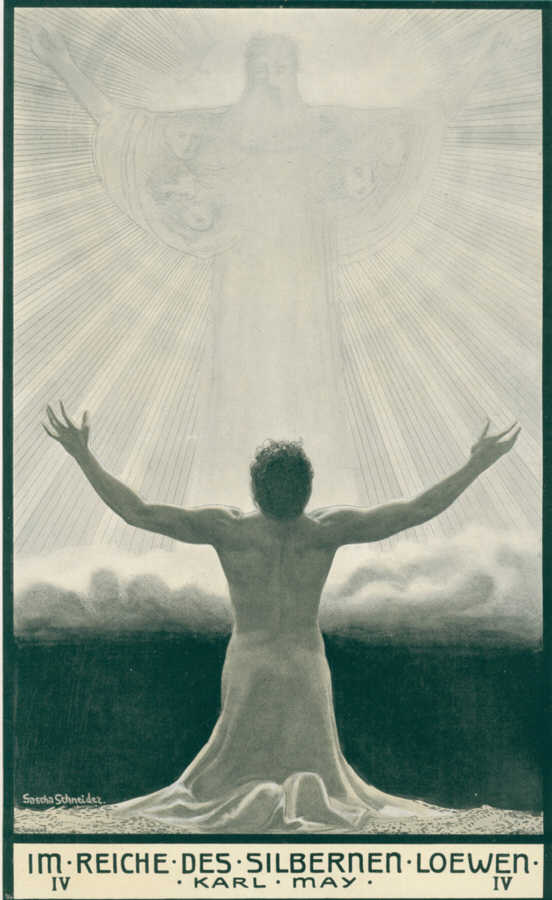
Im Reiche des silbernen Löwen IV von Karl May (1904)
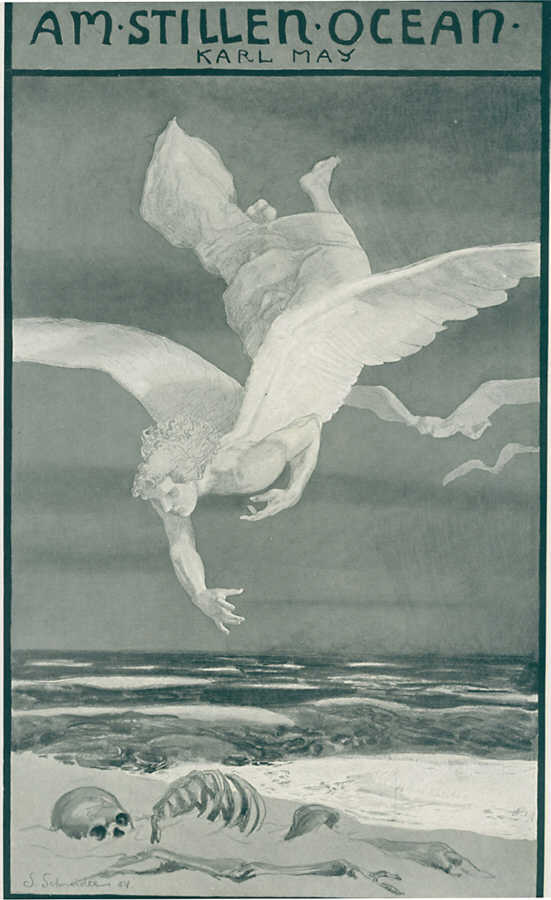
Am Stillen Ocean von Karl May (1904)
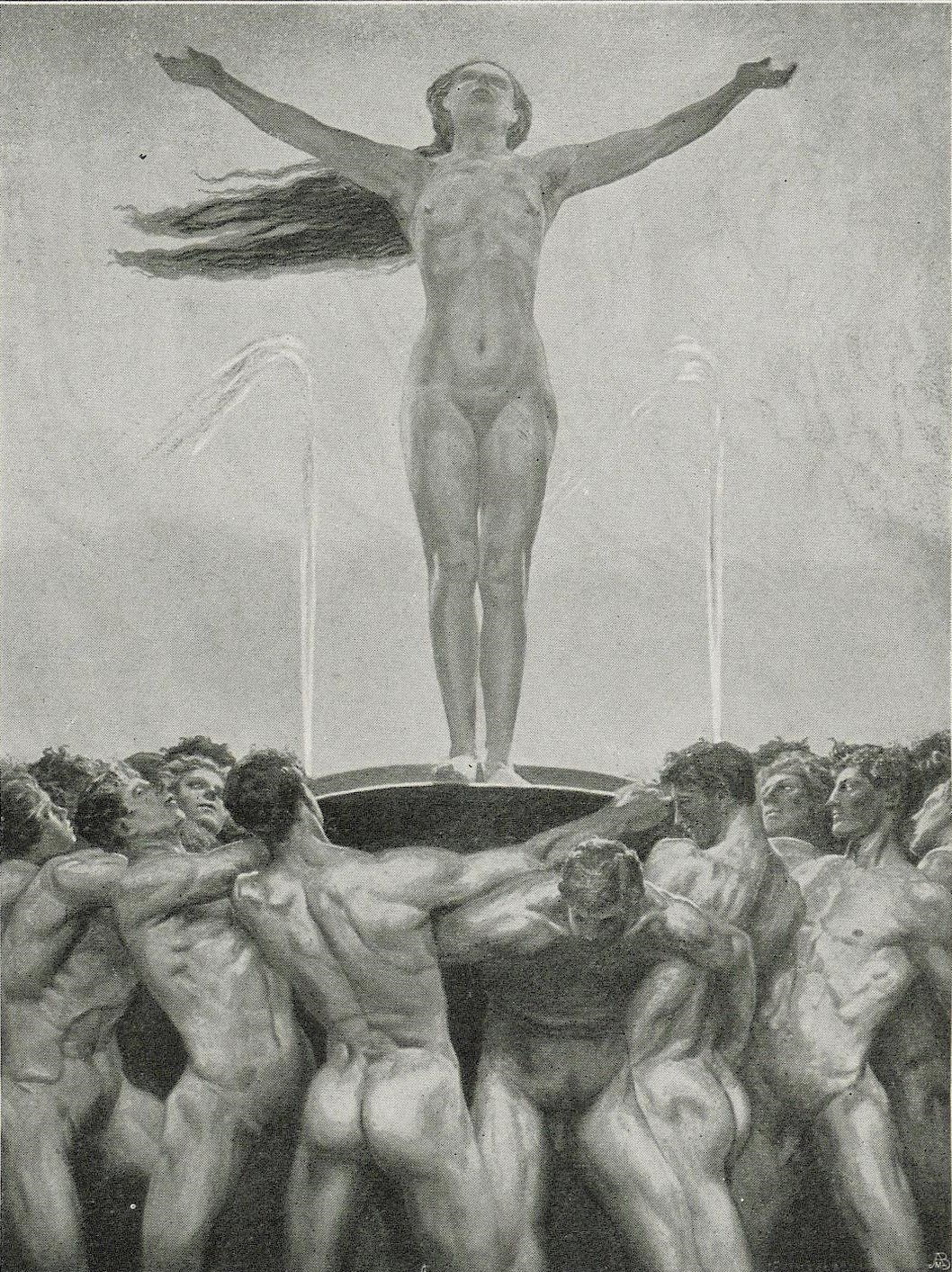
Glut (ca. 1904)
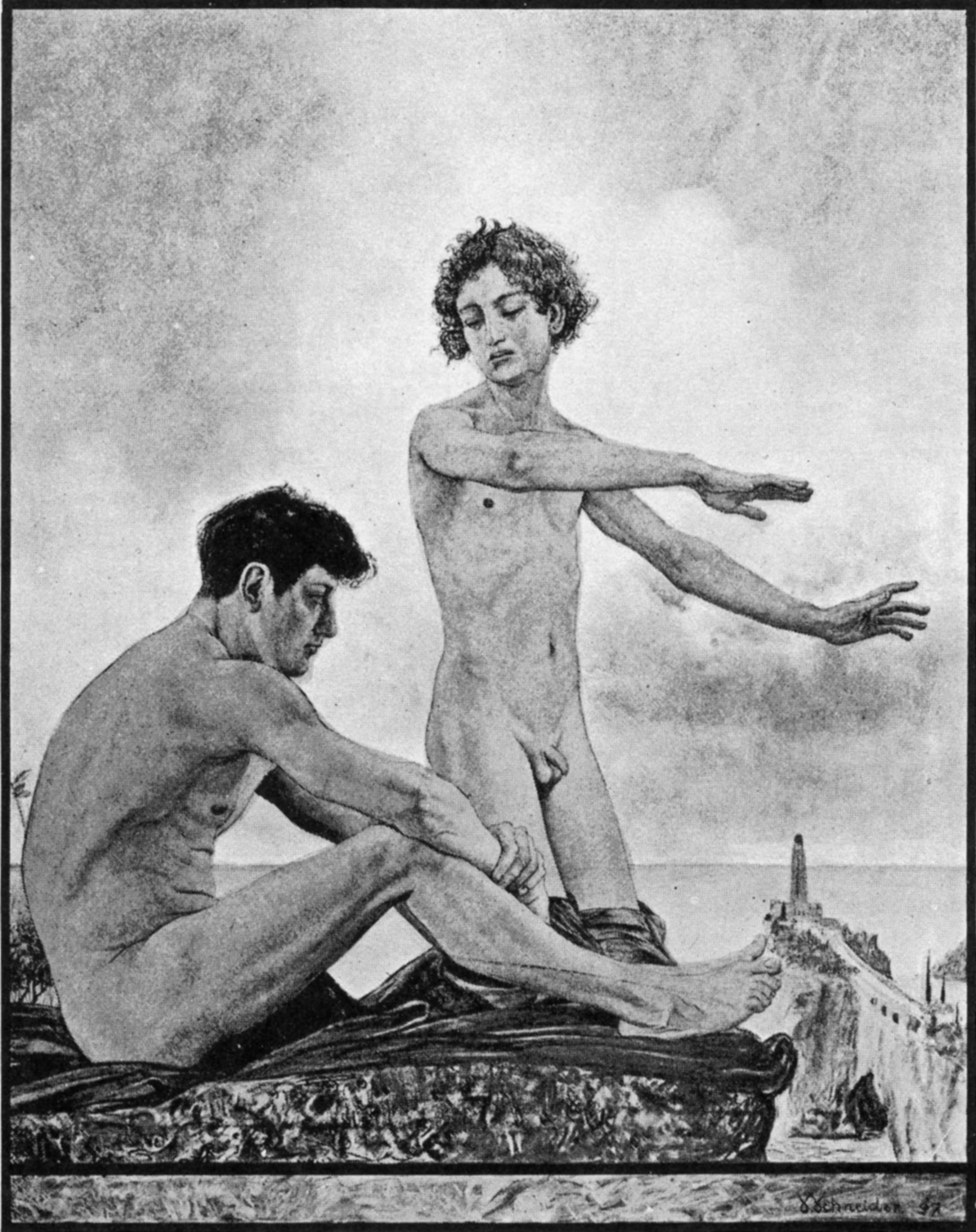
Morgendämmerung (1905)
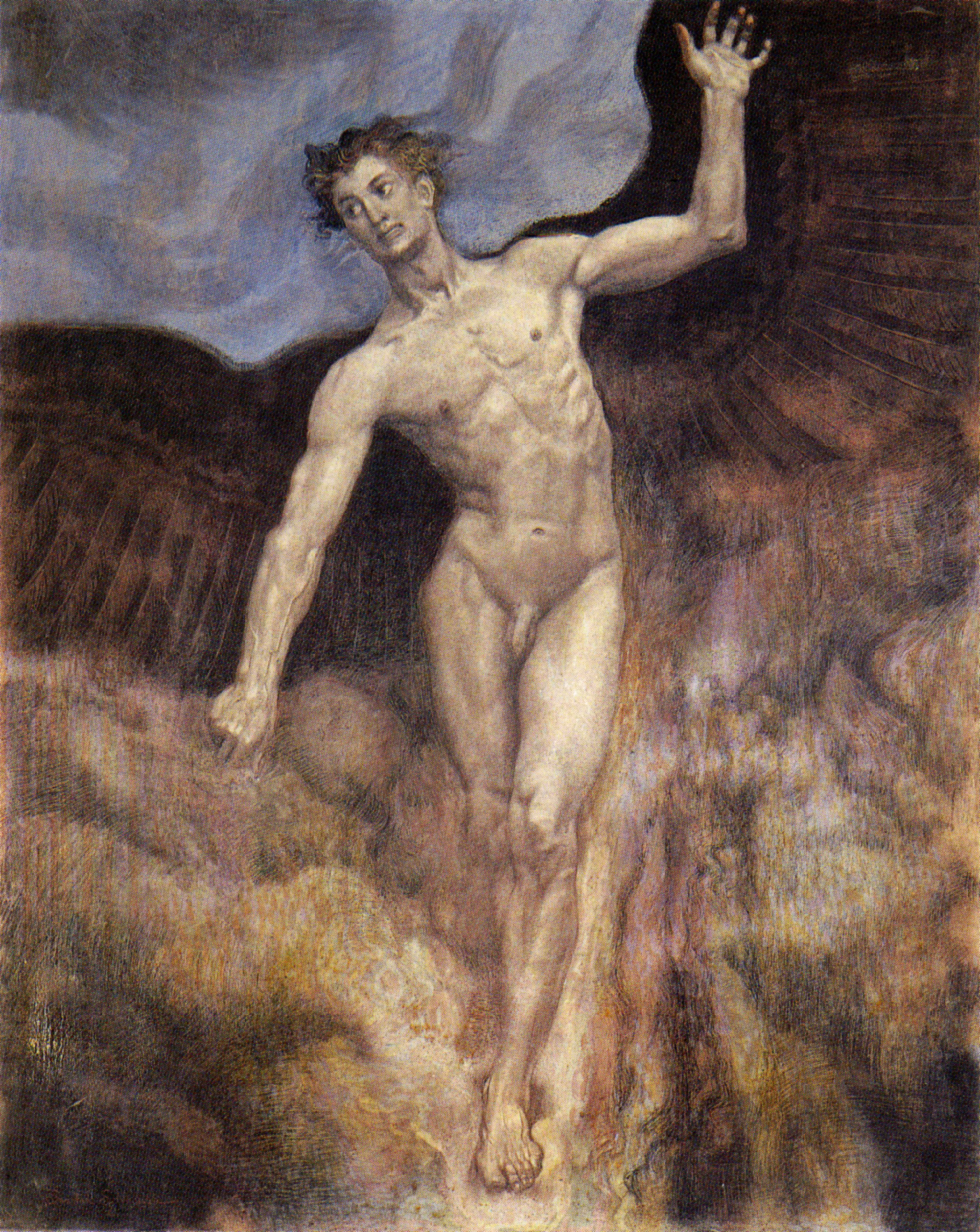
Ikarus (1906)
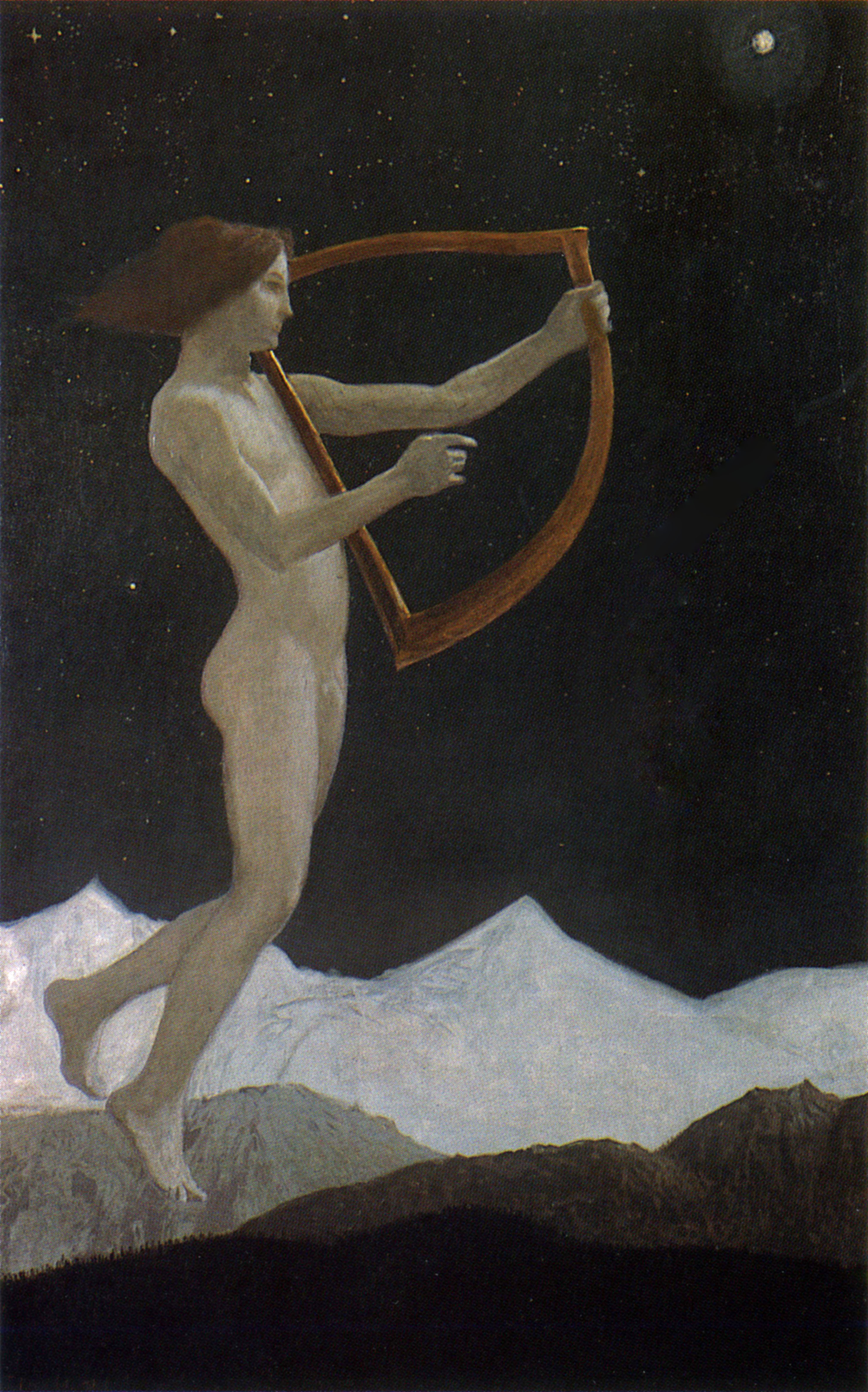
Mondnacht (1906)
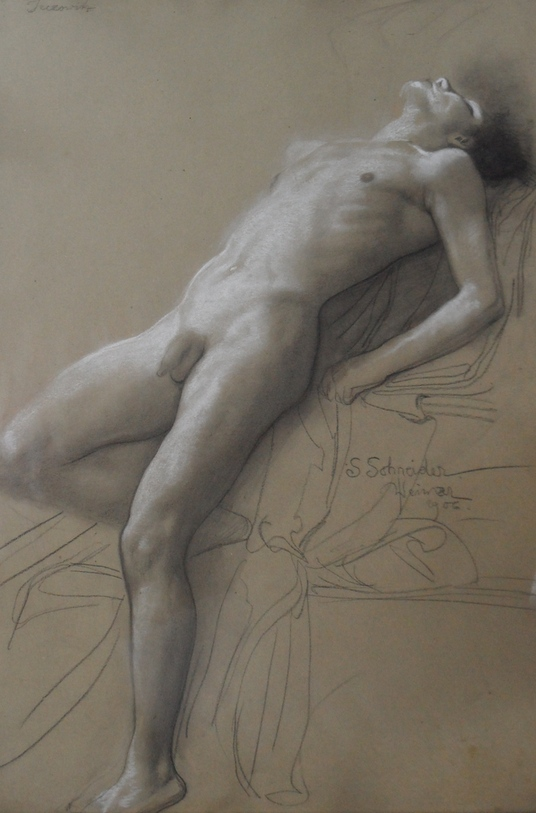
Nackter Satyr (1906)
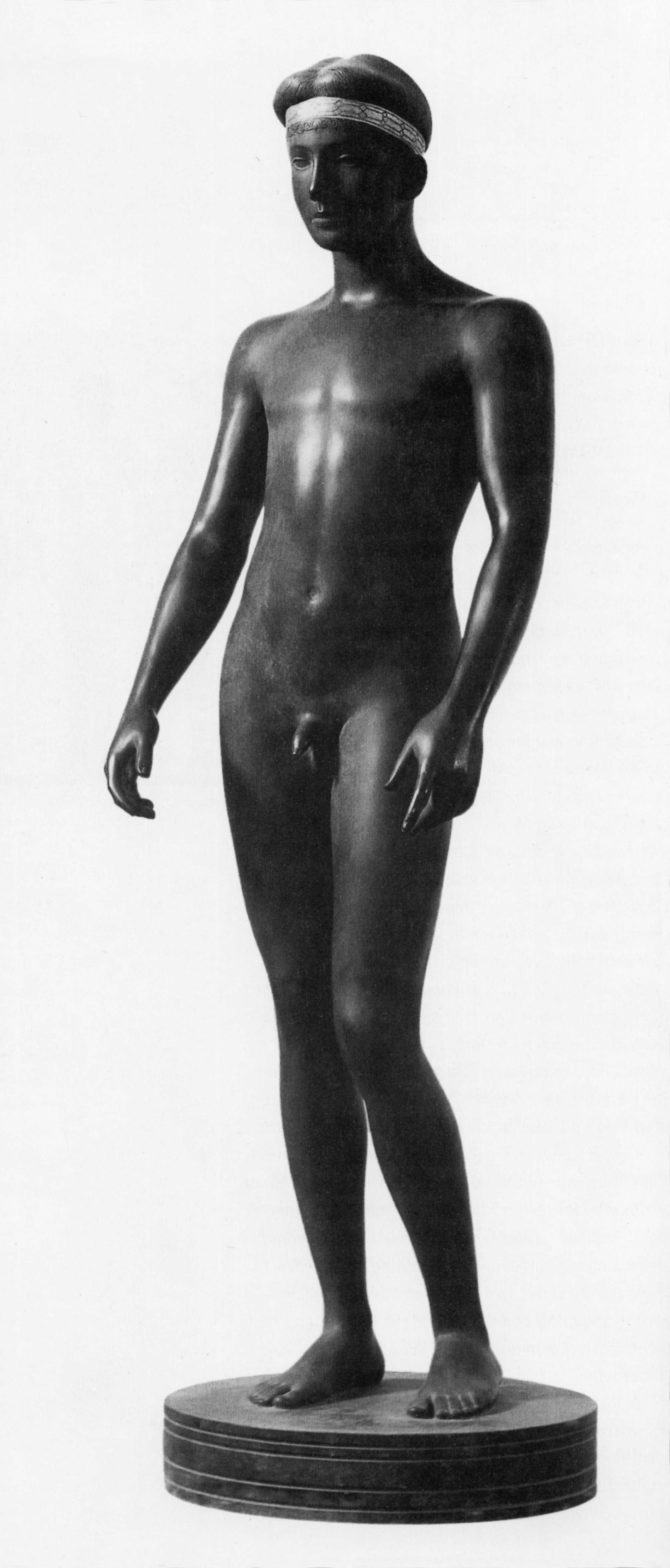
Idolino (1911)
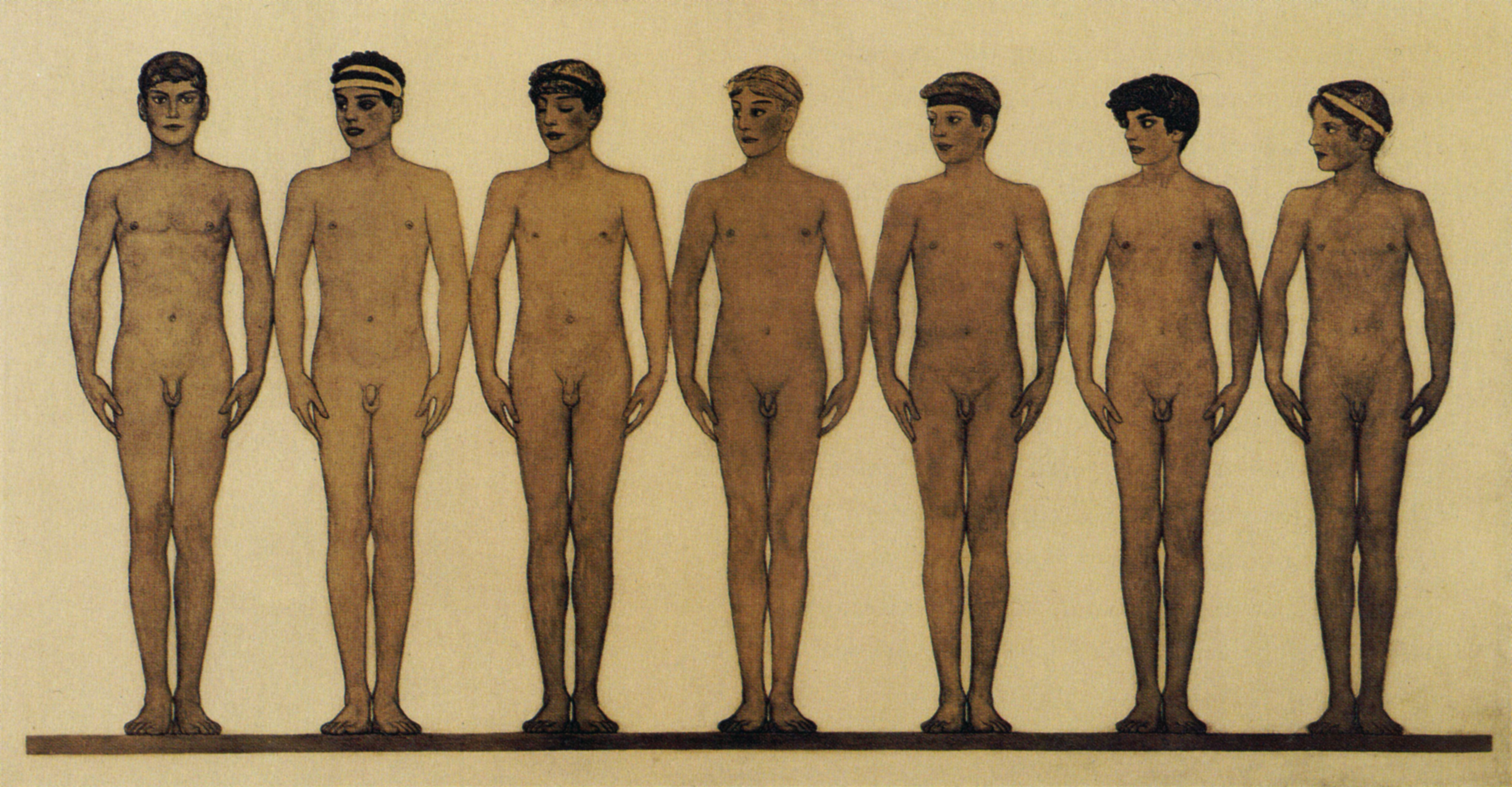
Gymnasion (ca. 1912)
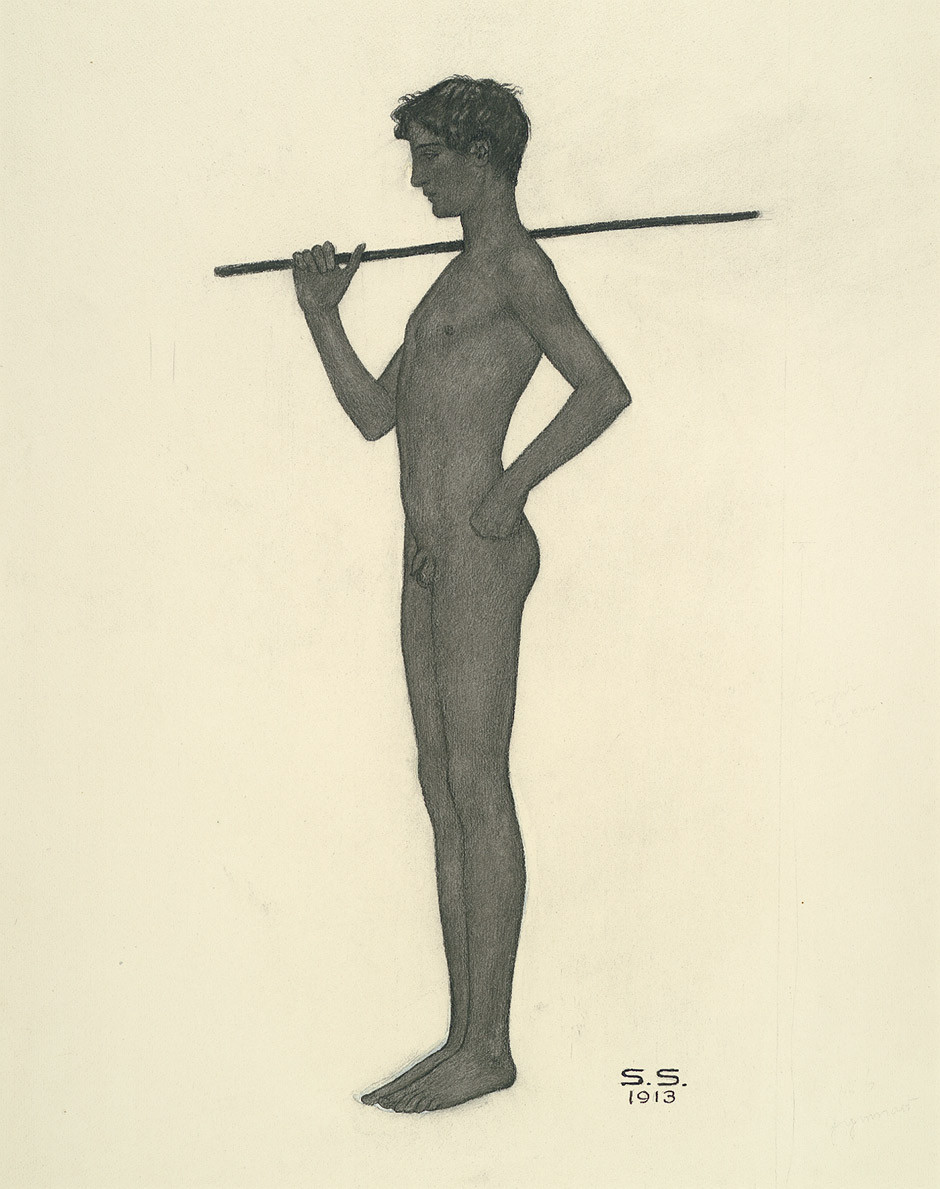
Gymnast (1913)
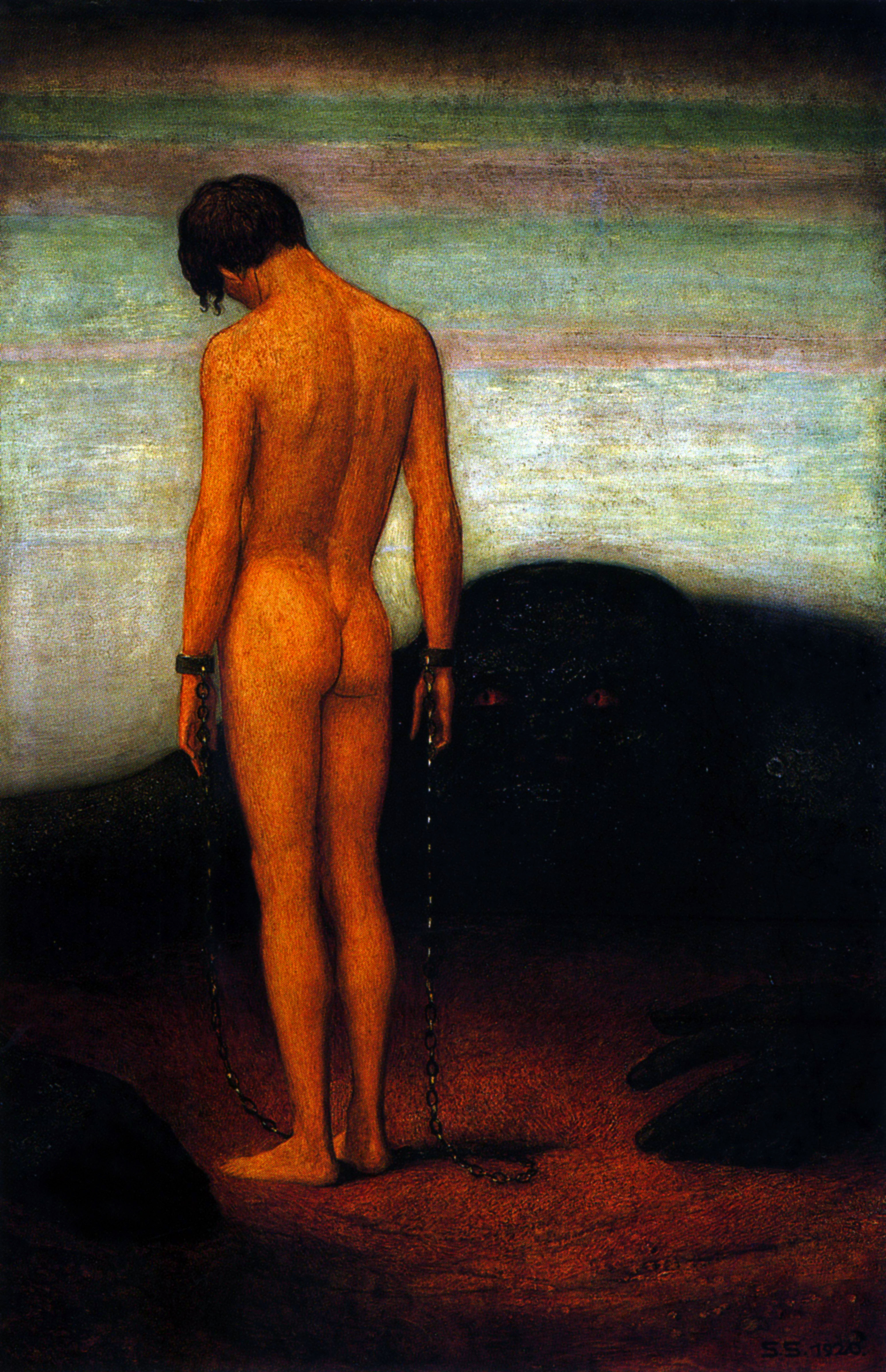
Das Gefühl der Abhängigkeit (1920)
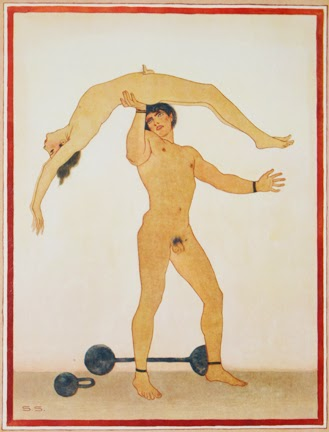
(ca. 1920)
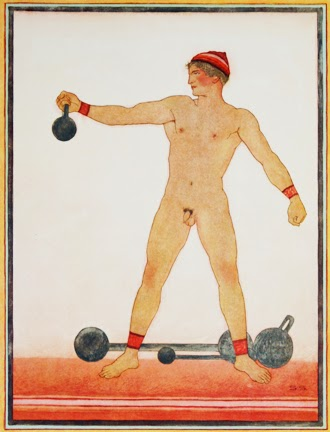
(ca. 1920)
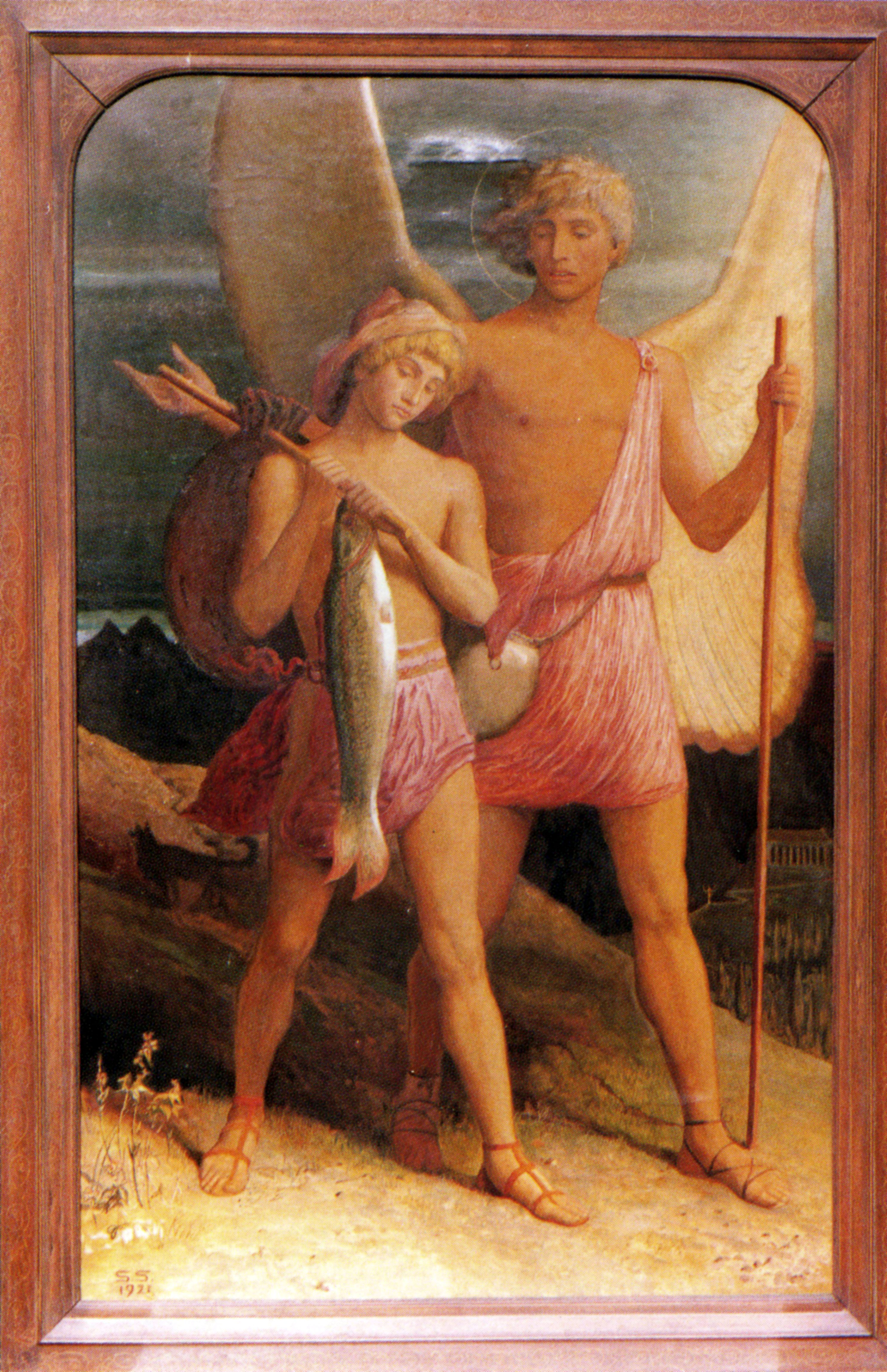
Tobias und der Engel (1921)
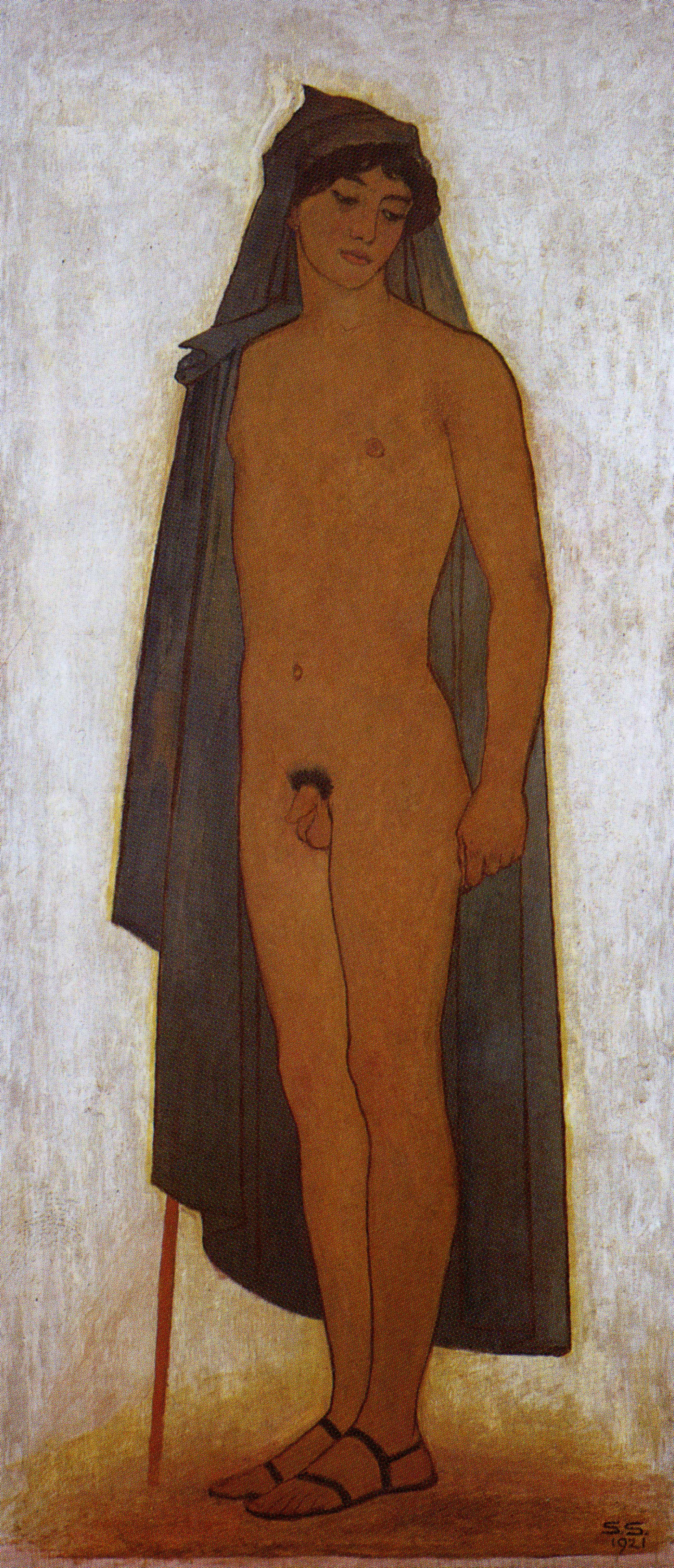
Jüngling in einem blauen Mantel (1921)
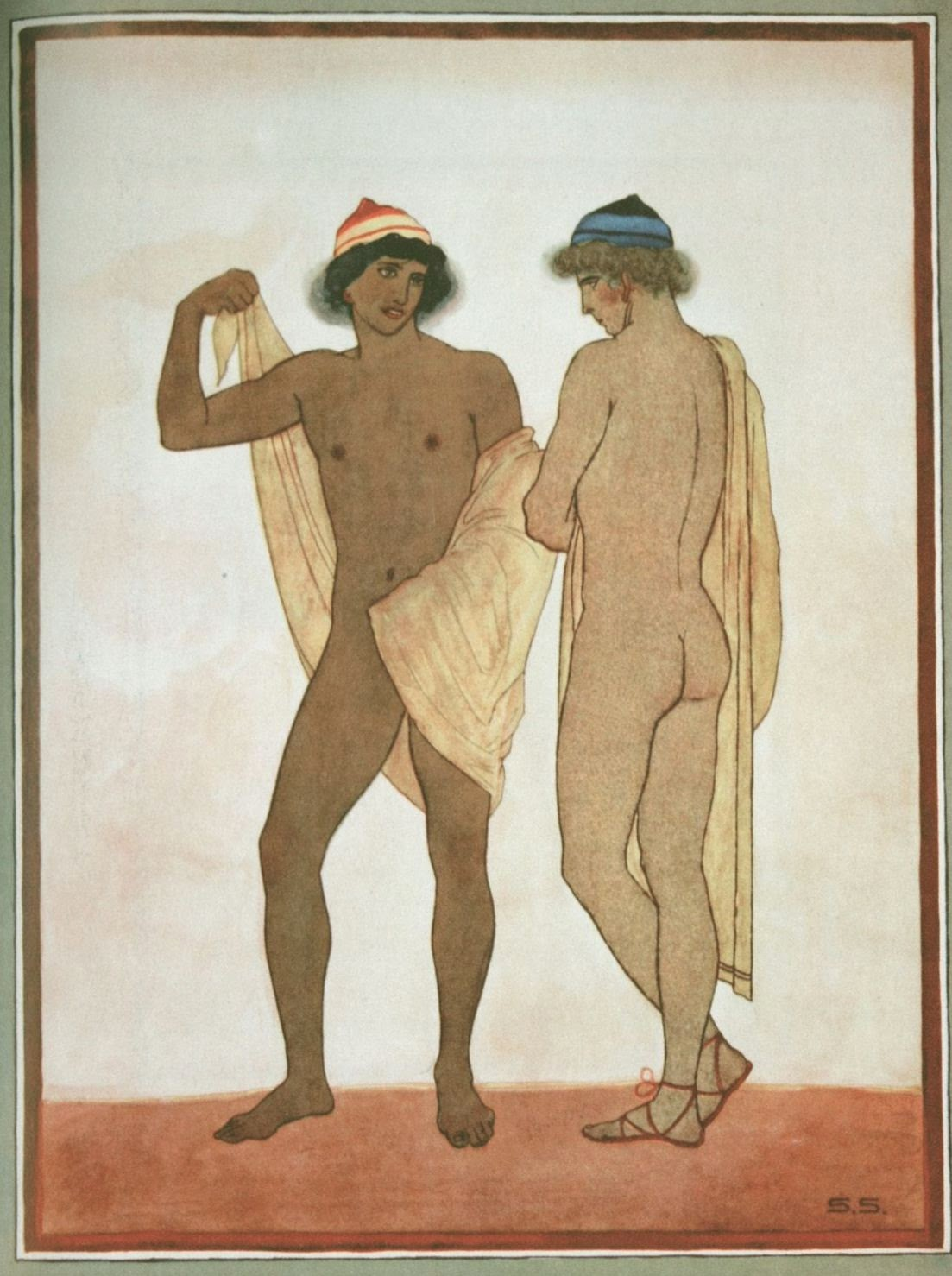
Kallisthenie (1923)
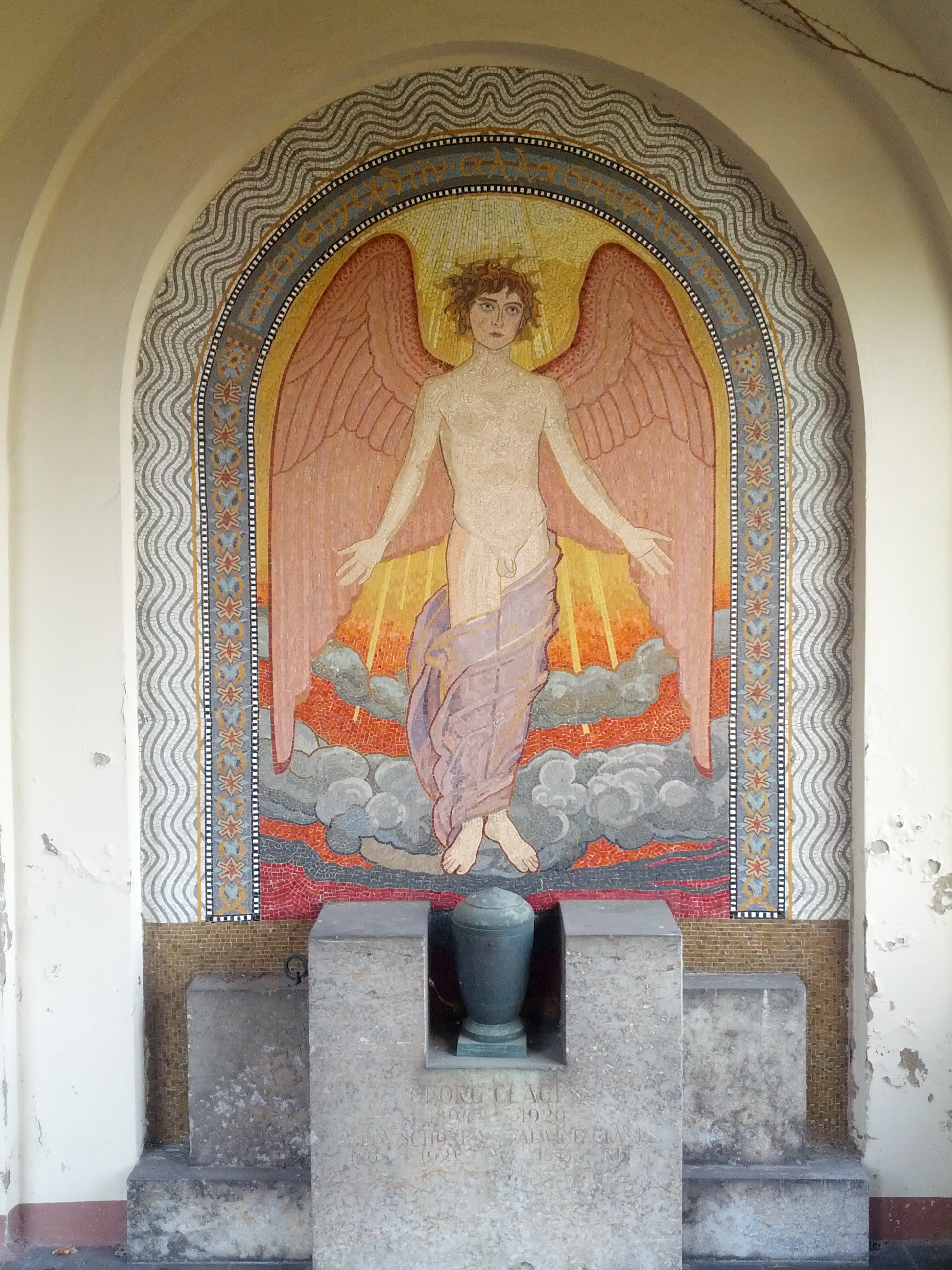
Mosaico en la tumba de Georg Clages (1894-1920), Urnenhain Tolkewitz, Dresde
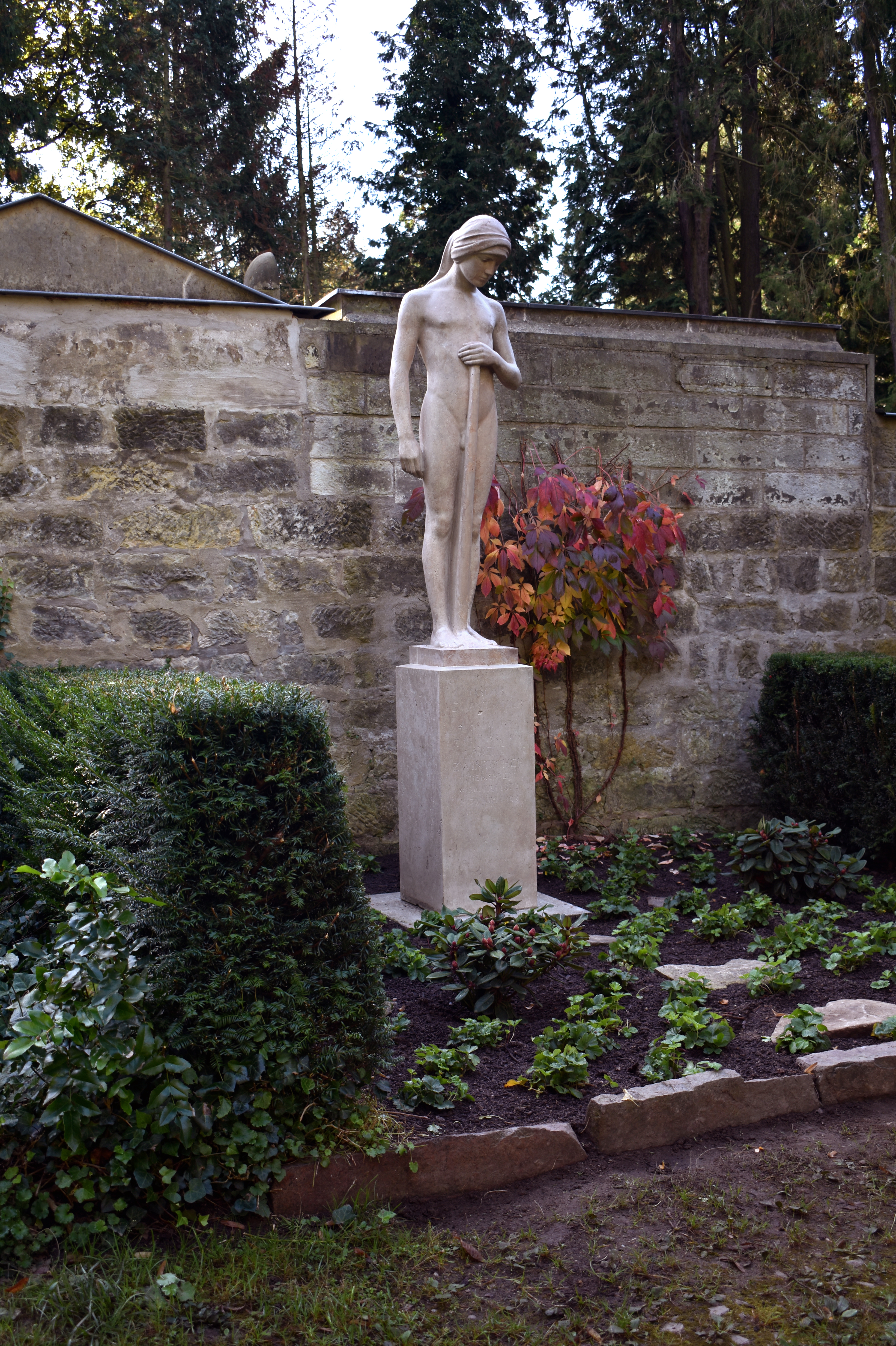
Tumba de Oskar Zwintscher, Dresde, cementerio de Loschwitz.
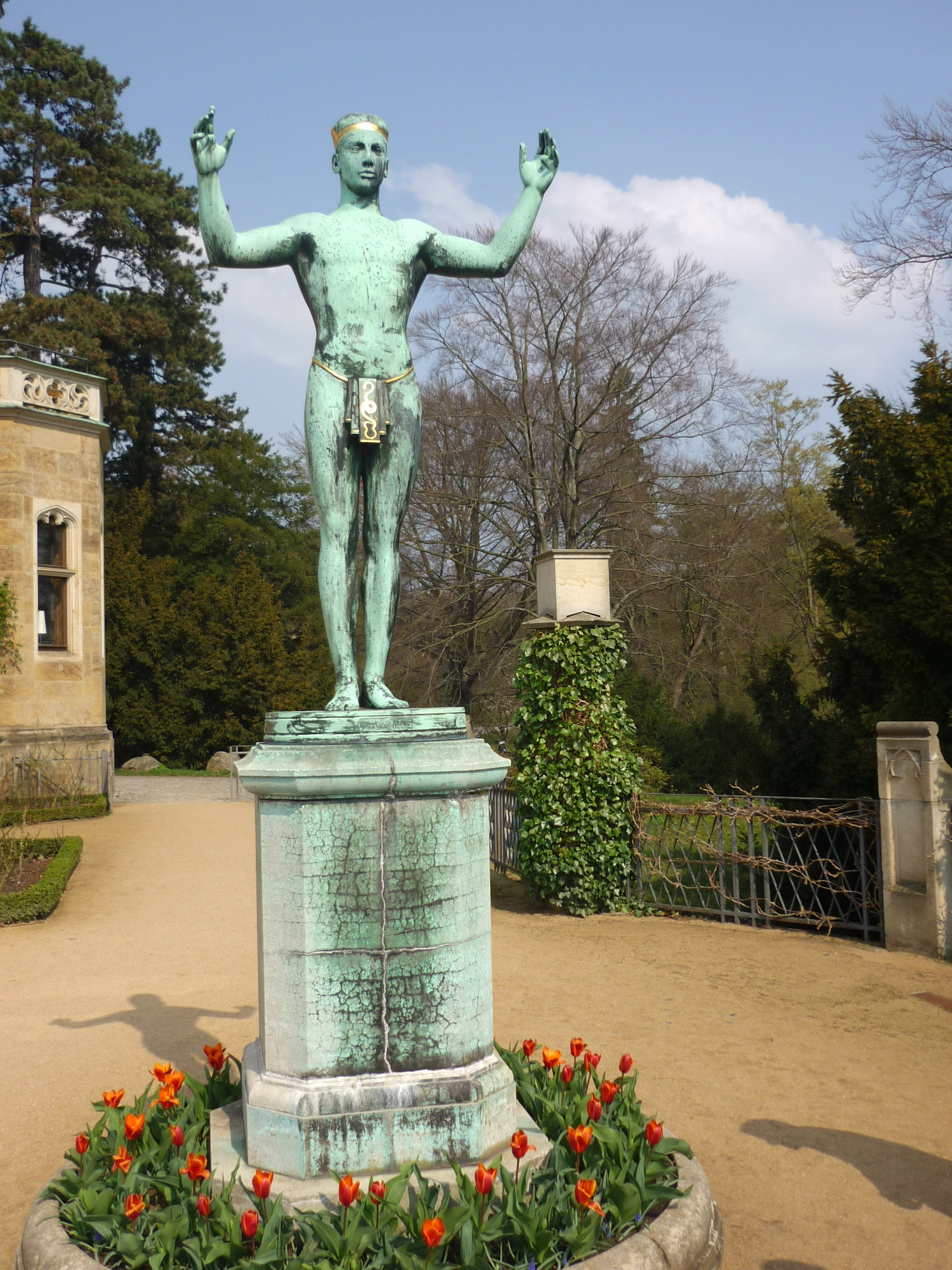
Sonnenanbeter, Dresde, Castillo de Eckberg